# 이십육×삼백육십오=0
"이십육×삼백육십오=0"(26x365=0)는 한국에서 제작된 노세한 감독의 1979년 영화이다. 유지인 등이 주연으로 출연하였고 최춘지 등이 제작에 참여하였으며 노세한 감독은 영화감독 데뷔작인 해당 작품 이후  대부분 호스티스 멜로드라마 또는 여성 주인공들의 성적 방황을 다루었다.

## 출연

### 주연
- 유지인
- 하명중
- 김진
- 김추련
- 선우용여

## 기타
- 원작자: 최수희
- 조명: 손영철
- 미술: 조경환

1. ↑  “監督(감독)으로 데뷔한 盧世翰(노세한)씨”. 동아일보. 1979년 3월 17일. 2024년 1월 4일에 확인함.